# Iéna (metropolitana di Parigi)
Iéna è una stazione della linea 9 della metropolitana di Parigi.

## La stazione
La stazione venne aperta nel 1923 e porta il nome della città tedesca presso la quale avvenne la battaglia nella quale Napoleone batté i prussiani comandati dal principe di Hohenlohe nel 1806.

## Interconnessioni
- Bus RATP - 32, 63, 82